# 9673 Kunishimakoto
9673 Kunishimakoto este un asteroid din centura principală de asteroizi.

## Descriere
9673 Kunishimakoto este un asteroid din centura principală de asteroizi. A fost descoperit pe 25 octombrie 1997 la Kiyosato de Satoru Ōtomo. Asteroidul prezintă o orbită caracterizată de o semiaxă mare de 2,22 ua, o excentricitate de 0,19 și o înclinație de 4,0° în raport cu ecliptica.